# Westpoort (Sluis)

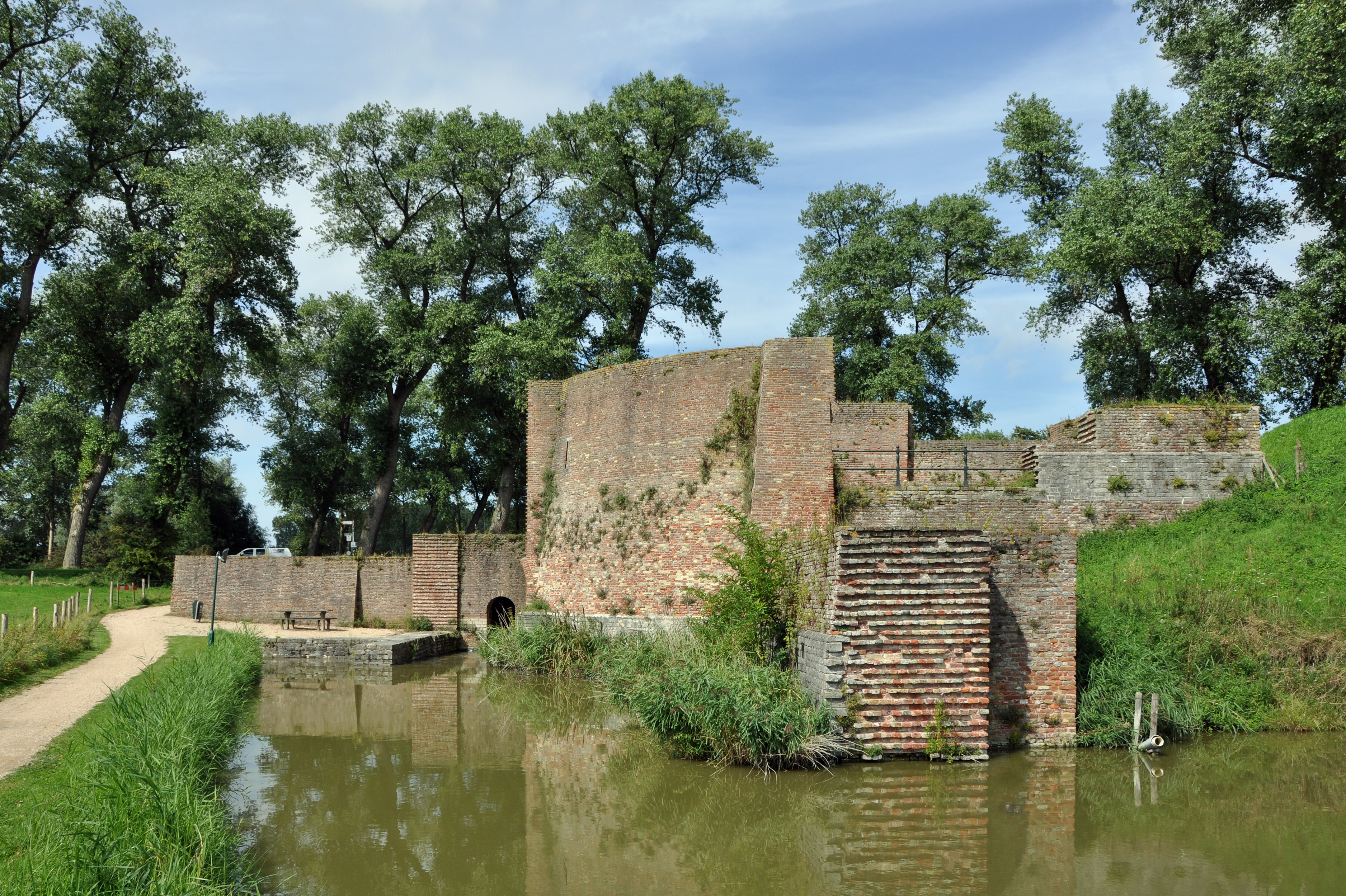
De Stenen Beer

De Westpoort of Stenen Beer of Brugse poort is een stadspoort in de Wallen van Sluis in de Zeeuws-Vlaamse stad Sluis. 
In 1437 werd de toenmalige Westpoort verwoest door de Bruggelingen die er hun stapelrechten kwamen afdwingen. De Westpoort van Sluis werd tussen 1444 en 1456 opnieuw opgetrokken door de metselaar Hendrik Timmerman. In 1587 werd de poort verwoest tijdens het beleg van Sluis door de hertog van Parma Alexander Farnese (zie ook Tachtigjarige Oorlog, 1579–1588). In de jaren 60, 70 en 90 van de twintigste eeuw zijn de restanten van de Westpoort gerestaureerd.